# Kanton Pointe-à-Pitre-2
Kanton Pointe-à-Pitre-2 (francouzsky Canton de Pointe-à-Pitre-2) byl francouzský kanton v departementu Guadeloupe v regionu Guadeloupe. Tvořila ho část obce Pointe-à-Pitre. Zrušen byl při reformě francouzských kantonů z roku 2014.